# Tocantinsia piresi
Tocantinsia piresi är en fiskart som först beskrevs av Miranda Ribeiro 1920.  Tocantinsia piresi ingår i släktet Tocantinsia och familjen Auchenipteridae. Inga underarter finns listade i Catalogue of Life.